# Football Club Internazionale 1919-1920
Questa voce raccoglie le informazioni riguardanti il Football Club Internazionale nelle competizioni ufficiali della stagione 1919-1920.

## Stagione
Dopo aver vinto il girone A della Prima Categoria lombarda, la squadra trionfò nel girone C delle semifinali nazionali e approdò alle finali settentrionali, dove sconfisse anche la Juventus e il Genoa, guadagnandosi il titolo di campione del Nord. Il 20 giugno, infine, i nerazzurri vinsero il campionato, seppure con più fatica del previsto, battendo il Livorno campione meridionale per 3-2 nella finalissima di Bologna.

## Divise
| Casa |

## Rosa
| N. |                   | Ruolo | Calciatore           |
| -- | ----------------- | ----- | -------------------- |
|    | Italia (bandiera) | A     | Ermanno Aebi         |
|    | Italia (bandiera) | C     | Emilio Agradi        |
|    | Italia (bandiera) | A     | Giuseppe Asti        |
|    | Italia (bandiera) | D     | Alessandro Beltrame  |
|    | Italia (bandiera) | A     | Franco Bontadini     |
|    | Italia (bandiera) | P     | Piero Campelli       |
|    | Italia (bandiera) | C     | Aldo Cevenini (I)    |
|    | Italia (bandiera) | D     | Cesare Cevenini (V)  |
|    | Italia (bandiera) | A     | Luigi Cevenini (III) |
|    | Italia (bandiera) | D     | Mario Cevenini (II)  |

| N. |                   | Ruolo | Calciatore          |
| -- | ----------------- | ----- | ------------------- |
|    | Italia (bandiera) | A     | Leopoldo Conti      |
|    | Italia (bandiera) | P     | Silvio Dal Corso    |
|    | Italia (bandiera) | D     | Angelo Fabbri       |
|    | Italia (bandiera) | D     | Giuseppe Fossati    |
|    | Italia (bandiera) | D     | Gustavo Francesconi |
|    | Italia (bandiera) | D     | Alessandro Milesi   |
|    | Italia (bandiera) | D     | Guido Olivares      |
|    | Italia (bandiera) | C     | Paolo Scheidler     |
|    | Italia (bandiera) | P     | Dante Silvestri     |
|    | Italia (bandiera) | D     | Oreste Viganò       |

## Risultati

### Prima Categoria

#### Girone eliminatorio lombardo

##### Girone di andata
| Arbitro: | Gaetani (Milano) |

|  |           |                         |
|  | Marcatori | (rig.) L. Cevenini Aebi |

| Arbitro: | Cattaneo (Milano) |

|              |           |          |
| Comoglio 65’ | Marcatori | 12’ Asti |

| Arbitro: | Moda (Milano) |

|                                                 |           |                |
| L. Cevenini (rig.) G. Fossati Agradi Asti Conti | Marcatori | (rig.) Defendi |

| Arbitro: | Varisco (Milano) |

|                               |           |                |
| L. Cevenini Asti Agradi Conti | Marcatori | Marenzi Quadri |

| Arbitro: | Crivelli (Milano) |

|          |           |                          |
| Tognasso | Marcatori | (rig.) (rig.) Conti Aebi |

##### Girone di ritorno
| Arbitro: | Cavazzana (Milano) |

|                               |           |  |
| Aebi L. Cevenini Agradi Conti | Marcatori |  |

| Arbitro: | Cavazzana (Milano) |

|                                                       |           |  |
| L. Cevenini Aebi 36’ Agradi 43’ 46’ Aebi 65’ Asti 88’ | Marcatori |  |

| Arbitro: | Agostini (Milano) |

|  |           |                      |
|  | Marcatori | 30’, 77’ L. Cevenini |

| Arbitro: | Fries (Pavia) |

|                           |           |                  |
| Quadri Bevilacqua Marenzi | Marcatori | M. Cevenini Aebi |

| Arbitro: | Bellandi (Milano) |

|                         |           |                           |
| Agradi Aebi L. Cevenini | Marcatori | Tognasso (rig.) Paltenghi |

#### Semifinali nazionali

##### Girone di andata
| Arbitro: | Malvano (Torino) |

|                                                         |           |  |
| Conti 14’ Aebi 44’ Boggio 60’ (aut.) Pennano 85’ (aut.) | Marcatori |  |

| Arbitro: | Varisco (Milano) |

|      |           |  |
| Aebi | Marcatori |  |

| Arbitro: | Milano (I) (Alessandria) |

|          |           |                              |
| Bellolio | Marcatori | L. Cevenini Agradi Scheidler |

| Arbitro: | Crivelli (Milano) |

|  |           |           |
|  | Marcatori | Scheidler |

| Arbitro: | Crivelli (Milano) |

|                         |           |                  |
| Agradi Aebi L. Cevenini | Marcatori | Meneghetti Rosso |

##### Girone di ritorno
| Arbitro: | Terzolo (Genova) |

|                                                        |           |                                                      |
| Romano 7’, 67’, 85’ Fiamberti 23’ Crotti 63’ Calvi 69’ | Marcatori | 13’, 70’, 78’ Aebi 75’ Agradi 77’ Schleider 90’ Asti |

| Arbitro: | Varisco (Milano) |

|                              |           |  |
| Scheidler L. Cevenini Agradi | Marcatori |  |

| Arbitro: | Malvano (Torino) |

|         |           |  |
| Zanardi | Marcatori |  |

| Arbitro: | Tradico (Milano) |

|                    |           |                    |
| Bagnasco De Marchi | Marcatori | Agradi L. Cevenini |

| Arbitro: | Tradico (Milano) |

|                         |           |  |
| Aebi L. Cevenini Agradi | Marcatori |  |

#### Finali nazionali
| Arbitro: | Brunetti (Torino) |

|      |           |  |
| Aebi | Marcatori |  |

| Arbitro: | Bertazzoni (Modena) |

|      |           |               |
| Asti | Marcatori | (rig.) Brezzi |

#### Finalissima
| Arbitro: | Bertazzoni (Modena) |

|                          |           |                                  |
| Agradi 12’, 34’ Aebi 44’ | Marcatori | 83’ Magnozzi 87’ (aut.) Campelli |